# Canyon Lee Vining
Pour les articles homonymes, voir Lee Vining.
Le canyon Lee Vining (en anglais : Lee Vining Canyon) est un canyon du comté de Mono, en Californie, dans le sud-ouest des États-Unis. Protégé au sein de la forêt nationale d'Inyo, il est parcouru par la Lee Vining Canyon Scenic Byway.